# Guidotto van Abbiate

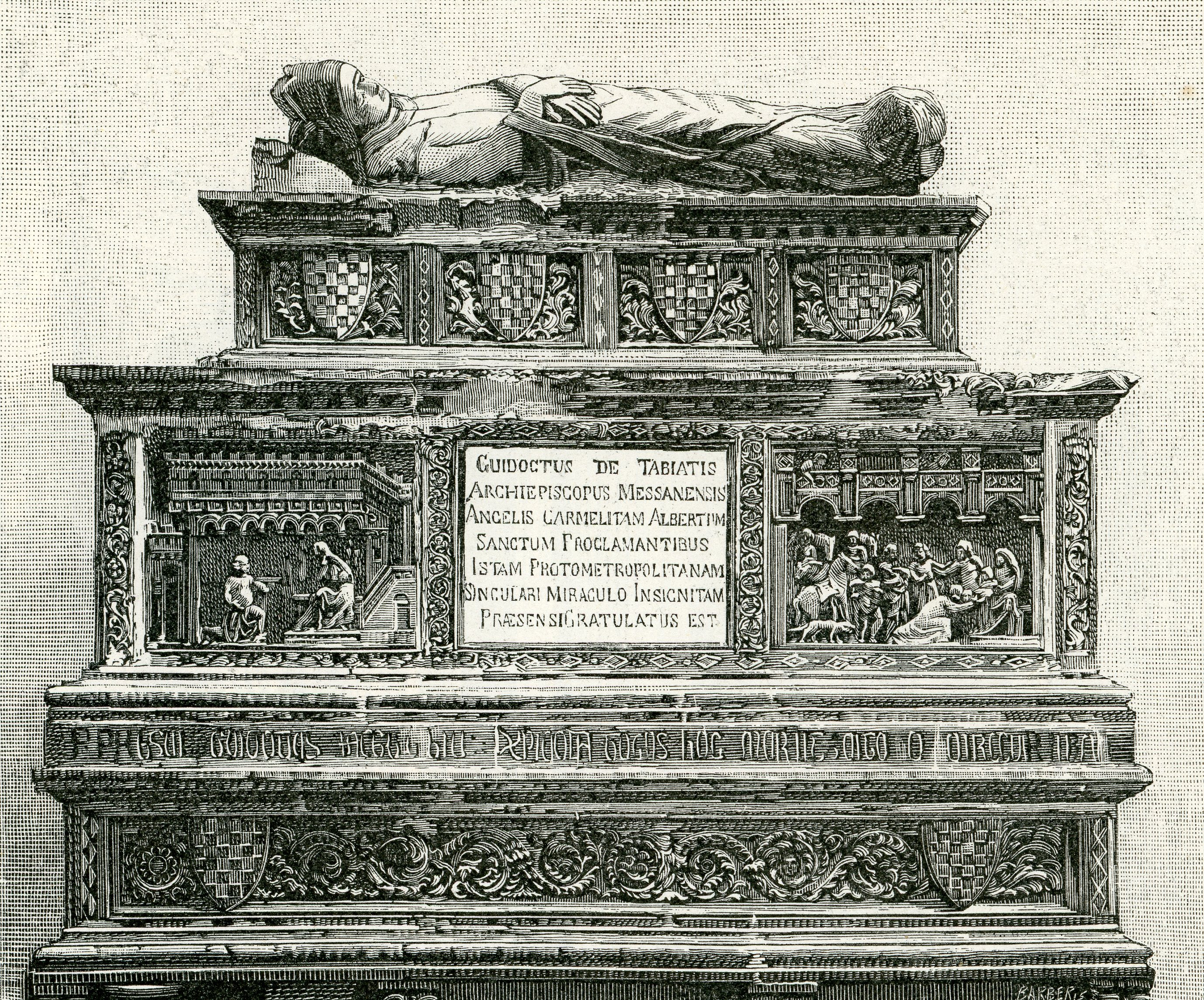
Prent van grafmonument in de dom van Messina

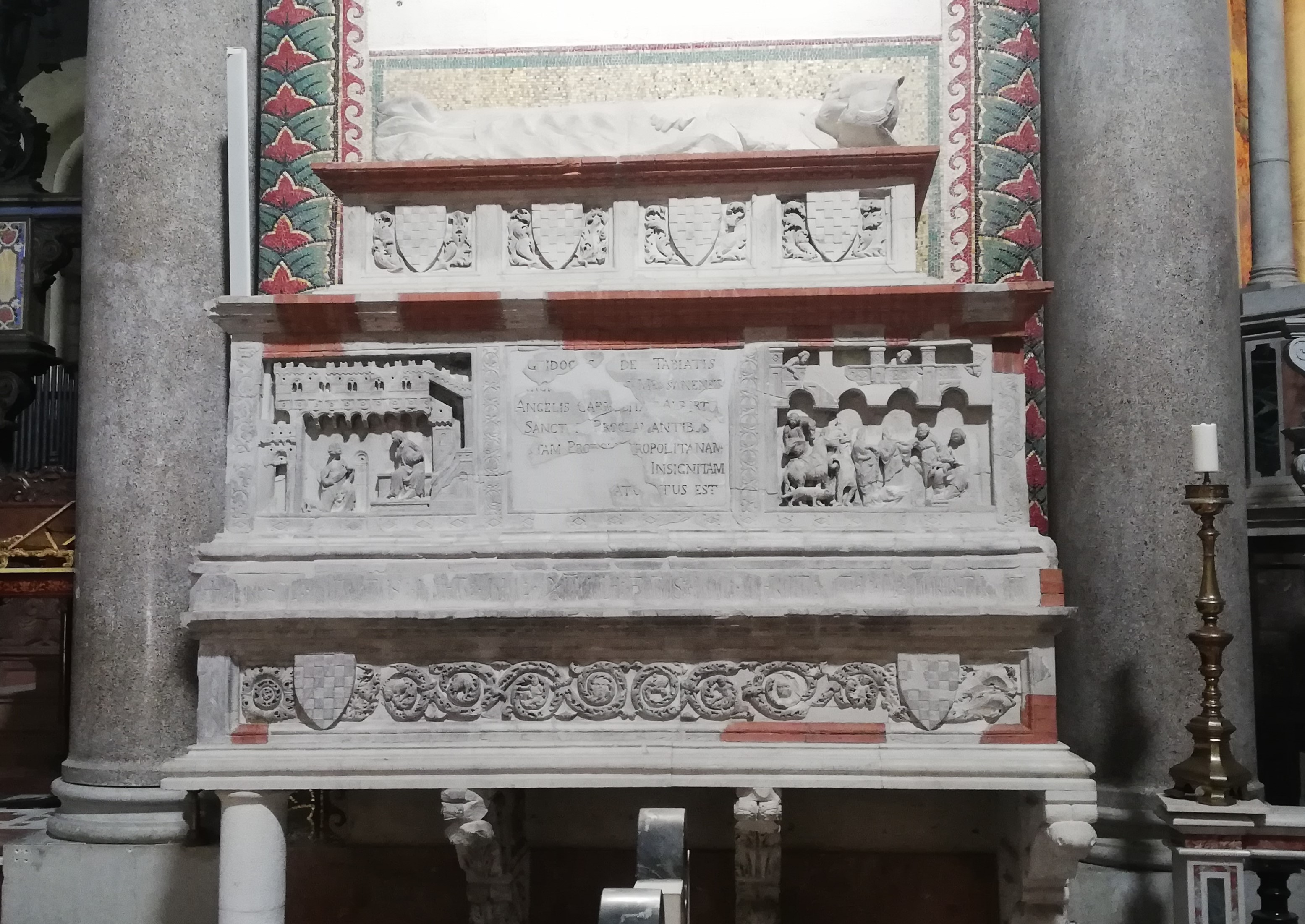
Foto ervan

Guidotto van Abbiate, in het Latijn Guidoctus de Tabiatis (Abbiategrasso, eind 13e eeuw – Messina, 1333) was een Lombardische kerkjurist uit het aartsbisdom Milaan die in het koninkrijk Sicilië aartsbisschop van Messina (1304-1333) werd. In zijn bijna dertig jaren pontificaat deed hij de kerkschatten van de kathedraal van Messina toenemen.

## Levensloop

### Lombardije
Guidotto groeide op in een gegoede Lombardische familie die voor hem de studies bekostigde aan de universiteit van Padua. Guidotto werd er kerkjurist. Hij werd nadien bevorderd tot kanunnik in Milaan en aartsdiaken van Bergamo.
Zijn overste de aartsbisschop van Milaan, Francesco Fontana (vanaf 1296), was ooit kortstondig tot aartsbisschop van Messina benoemd (1288-1289). Fontana was er nooit geweest omwille van zware problemen in Messina. De oorlog van de Siciliaanse Vespers woedde er, wat tot twee fracties leidde in de kathedraal. Enerzijds waren er de ‘rebellen’ die het koninkrijk Aragon gunstig gezind waren en anderzijds de aanhangers van de rechtmatige vorst van Sicilië: het Huis Anjou-Sicilië die de steun van het pausdom genoot. De troon van het aartsbisdom Messina op Sicilië stond al jaren vacant.

### Sicilië
In 1302 sloten de vorstenhuizen van Aragon en Anjou-Sicilië vrede, de Vrede van Caltabellotta. Frederik II van Sicilië, een Aragonees en feitelijke heerser, werd de rechtmatige vorst over het eiland Sicilië. In 1303 besteeg Benedictus XI de pauselijke troon; hij was een Lombard zoals Guidotto en beiden waren bevriend. Guidotto werd pauselijk kapelaan (1303) in Rome.
Door de Vrede van Caltabellotta was paus Benedictus XI in staat een aartsbisschop in Messina te benoemen. Het werd Guidotto (1304). Deze benoeming vond plaats mede door een forse gift van Guidotto's familie aan de Romeinse Curie. De geldsom bedroeg duizend gouden florijnen, in twee helften te verdelen tussen het Apostolisch Paleis en het College van kardinalen.
In Messina nam Guidotto de financiën van het aartsbisdom stevig in handen. Hij genoot van de koninklijke belastingvoordelen en verkreeg van de paus het recht fiscale ambtenaren in de stad te benoemen. Patriciërs in Messina die het met hem oneens waren, zette hij opzij. Guidotto breidde het grootgrondbezit dat al bestond verder uit. Er kwamen landerijen, wijngaarden en akkers bij. Tevens ging hij in proces om verloren gegane goederen van het aartsbisdom terug te verwerven bij rechterlijk bevel. Guidotto liet deze beheren door een broederschap door hem benoemd. In het centrum van de stad kocht hij het huis van rechter Santoro de Salvo of de Salvoun op; hiermee kon de toegang naar de kathedraal verbreden. De schatkist van de kathedraal nam toe door de komst van pelgrims en andere kerkgangers. Guidotto verfraaide de kathedraal. Hiervoor liet hij kunstenaars uit Toscane overkomen.
Een wonderlijk event werd verhaald tijdens het bestuur van aartsbisschop Guidotto. Wanneer een monnik Alberto, die als heilige werd beschouwd, begraven moest worden, beval Guidotto dat de inwoners van Messina drie dagen moesten vasten, bidden en aalmoezen uitdelen. Nadien werd het lichaam van de heilige in de kathedraal gedragen. Geestelijkheid en patriciërs ruzieden over welk type kerkdienst er moest volgen. Guidotto kwam tussenbeide en de legende verhaalt dat twee engelen boven zijn hoofd de hymne Confessor non Pontifice zongen. Het gekrakeel in de kathedraal hield op.
Bij zijn dood in 1333 was de kathedraal van Messina verfraaid en in rijkdom toegenomen. Guidotto werd er begraven. Negen jaar later, in 1342, kwam zijn opvolger: Raimando de Pezzolis.